# أحمد الجامي
شيخ الإسلام أبو نصر أحمد بن أبي الحسن علي بن محمد النامَقي الجامي البجلي (1048 - 14 أغسطس 1141) (440 - 10 محرم 536) متصوف مسلم خُراساني وشاعر فارسي من أهل القرن الخامس الهجري/ الحادي عشر الميلادي. 

## نسبه وأسرته
هو أبو نصر أحمد بن أبو الحسن (علي) بن أحمد بن محمد بن عبد الله بن ليث بن جرير بن عبد الله البجلي، الجامي، النامَقي، التُرشيزي.

## مؤلفاته
- أنيس التائبين
- سراج السائرين
- مفتاح النجاة
- الرسالة السمرقندية
- كنوز الحكمة
- بحار الحقيقة
- روضة المذنبين وجنة المشتاقين
- ديوان أشعاره